# Between (série de televisão)
Between é uma série de televisão canadense exibida pelo canal CityTV e produzida em associação com a Netflix. Criada por Michael McGowan, é estrelada por Jennette McCurdy como Wiley Day, a filha adolescente de um ministro que vive na pequena cidade de Pretty Lake, e que dá à luz pouco depois de uma doença misteriosa matar todos com mais de vinte e dois anos na cidade, na área rural e nas proximidades.
A série é co-produzida pela Netflix, que distribui a série fora do Canadá como uma série Original Netflix. A série foi renovada para uma segunda temporada em 8 de julho de 2015, que estreou em 30 de junho de 2016. Embora a série nunca tenha sido oficialmente cancelada, nenhuma notícia sobre seu estado foi divulgada desde que o último episódio da segunda temporada foi ao ar, em 4 de agosto de 2016.

## Enredo
Em uma pequena cidade chamada Pretty Lake e a área rural circundante, uma doença repentina e misteriosa assola os arredores e dizima qualquer pessoa que possua 22 anos ou mais. A série também explora vários temas: o vácuo de poder que resulta quando o governo coloca em quarentena uma zona de 10 milhas quadradas e deixa os habitantes se defenderem sozinhos; o desejo dos habitantes de escapar, ignorando que espalharão a doença mortal para todo o resto do planeta; e o efeito da angústia hormonal de adolescentes/jovens adultos se tornando a força motriz de uma comunidade inteira.

## Elenco
| Ator/Atriz            | Personagem       | Temporada        | Temporada        |
| Ator/Atriz            | Personagem       | 1                | 2                |
| Elenco principal      | Elenco principal | Elenco principal | Elenco principal |
| --------------------- | ---------------- | ---------------- | ---------------- |
| Jennette McCurdy      | Wiley Day        | Principal        | Principal        |
| Jesse Carere          | Adam Jones       | Principal        | Principal        |
| Ryan Allen            | Gord             | Principal        | Principal        |
| Justin Kelly          | Chuck Lott, Jr.  | Principal        | Principal        |
| Kyle Mac              | Ronnie Creeker   | Principal        | Principal        |
| Jack Murray           | Mark             | Principal        | Principal        |
| Brooke Palsson        | Melissa Day      | Principal        | Does not appear  |
| Stephen Bogaett       | Chuck Lott, Sr.  | Principal        | Does not appear  |
| Samantha Munro        | Stacey           | Principal        | Principal        |
| Rick Roberts          | Clarence Jones   | Principal        | Does not appear  |
| Steven Grayhm         | Liam Cullen      | Does not appear  | Principal        |
| Percy Hynes White     | Harrison         | Participação     | Principal        |
| Mercedes Morris       | Renee Tofoli     | Does not appear  | Principal        |
| Shailynn Pierre-Dixon | Frances          | Recorrente       | Principal        |
| Jordan Todosey        | Tracey Creeker   | Recorrente       | Principal        |
| Rosemary Dunsmore     | Ministra Miller  | Participação     | Principal        |
| Pascal Langdale       | Dexter Crane     | Does not appear  | Principal        |
| Elenco secundário     |                  |                  |                  |
| Krystal Nausbaum      | Amanda Lott      | Recorrente       | Does not appear  |
| Niamh Wilson          | Lana Lott        | Recorrente       | Does not appear  |
| Shailene Garnett      | Sra. Amy Symonds | Recorrente       | Does not appear  |
| Jim Watson            | Pat Creeker      | Recorrente       | Recorrente       |
| Lucius Hoyos          | McCalister       | Recorrente       | Recorrente       |
| Abigail Winter        | Samantha         | Recorrente       | Recorrente       |
| Jesse Bostick         | Felix            | Recorrente       | Recorrente       |
| Wesley Morgan         | Kevin            | Recorrente       | Does not appear  |
| Canute Gomes          | Kevin            | Recorrente       | Does not appear  |
| Sarah Podemski        | Ellen            | Recorrente       | Does not appear  |
| Abigail Winter        | Samantha         | Recorrente       | Recorrente       |
| Rebecca Liddiard      | Hanna            | Recorrente       | Recorrente       |
| Ian Fisher            | John             | Recorrente       | Recorrente       |
| Leanne Miller         | Helen            | Does not appear  | Recorrente       |
| Alexander de Jordy    | Lamar            | Does not appear  | Recorrente       |
| Drew Davis            | Eric Tofoli      | Does not appear  | Recorrente       |

## Episódios
| Temporada | Temporada | Episódios | Exibição original    | Exibição original   |
| Temporada | Temporada | Episódios | Estreia de temporada | Final de temporada  |
| --------- | --------- | --------- | -------------------- | ------------------- |
|           | 1         | 6         | 21 de maio de 2015   | 25 de junho de 2015 |
|           | 2         | 6         | 30 de junho de 2016  | 4 de agosto de 2016 |

## Produção

### Desenvolvimento
A série foi originalmente definida para uma temporada de seis episódios de uma hora, coproduzida e financiada pela CityTV e Netflix como parte de um acordo de colaboração. A parceria é a primeira do tipo no Canadá. Criada pelo premiado escritor e diretor Michael McGowan, a série representa o primeiro grande papel solo de televisão estrelada por McCurdy.
A produção da primeira temporada começou em 20 de outubro de 2014. A CityTV exibiu uma prévia exclusiva da série durante a transmissão do 57º Grammy Awards, e a série estreou em 21 de maio de 2015.
Jesse Carere foi promovido a diretor administrativo na segunda temporada. A produção da segunda temporada começou em janeiro de 2016, com seis episódios de uma hora como a primeira temporada. A série começou em 11 de março de 2016, com dois novos personagens, Liam (Steven Grayhm) e Renee (Mercedes Morris).
"A parceria com Rogers em Between, é uma excelente oportunidade para trabalhar com um parceiro criativo no Canadá, e para trazer conteúdo de alto nível para os nossos telespectadores globais", disse Erik Barmack, vice-presidente global de conteúdo independente da Netflix. "Estamos entusiasmados por estar trabalhando com talentos notáveis nos bastidores, incluindo os canadenses Don Carmody, Jon Cassar e Mike McGowan, e em frente à câmera, com uma nova geração de atores liderados por Jennette McCurdy, oferecendo uma série imperdível que milhões de telespectadores da Netflix irão gostar".

### Webséries

#### Between the Lines
Como acompanhamento do programa, foi lançada uma websérie chamada Between the Lines, com oito webisódios (como são chamados) de dois minutos. A websérie segue a personagem Amanda enquanto ela entrevista alunos em Pretty Lake High como uma tarefa para o anuário da escola. A série começa antes do surto e continua durante a quarentena e o caos subsequente, dando uma olhada em profundidade em um personagem diferente a cada semana. A primeira parcela da websérie foi postada em 22 de maio de 2015, com novos webisódios disponibilizados todas as semanas no CityTV.com, após a transmissão de cada episódio de TV. A edição da segunda temporada da websérie, um diário em vídeo em seis partes mantido por Wiley e Adam, foi disponibilizada em 23 de junho de 2016.
Between The Lines: Wiley and Adam's Lost Weekend
Junto a segunda temporada da série, a City estreou em seu site seis novos mini-episódios da websérie Between The Lines: Wiley and Adam's Lost Weekend, onde Wiley comanda um diário em vídeo para seu filho no caso dele ter de crescer sem ela. A websérie também mostra como o relacionamento de Wiley e Adam se desenvolveu no período entre a primeira e segunda temporada. Todos os webisódios estão disponíveis no site: between.citytv.com
Inside Between
Inside Between estreou uma semana antes da estreia da segunda temporada pelo site do canal City (citytv.com) e é um programa que foi transmitido ao vivo todas as quintas-feiras após a transmissão dos episódios na TV, é apresentado pela YouTuber canadense conhecida como ALB e Nicole Stamp (que também dirige o programa). Jim Watson, que interpretou Pat na primeira temporada, é o repórter correspondente no set da série. O programa mostra os bastidores da série, faz jogos com o elenco presente do estúdio e recebe fãs ao vivo.

## Exibição
Por causa de um acordo de colaboração, a série foi ao pela CityTV, canal canadense, com transmissão nos serviços Shomi, também no Canadá, e Netflix, internacionalmente. É a primeira série canadense a ir ao ar na Netflix.
Os episódios foram ao ar semanalmente na CityTV, às quintas-feiras, às 20h00, horário do leste dos EUA. Durante a primeira temporada, eles foram adicionados mais tarde semanalmente no catálogo da Netflix, para exibição internacional às 23h30, horário do leste. A primeira temporada foi adicionada ao serviço canadense da Netflix um ano após sua estreia no Shomi. Para a segunda temporada, todos os seis episódios foram lançados na Netflix em 1 de julho de 2016, fora do Canadá.
Após o encerramento do serviço de streaming canadense Shomi, não houve qualquer informação da Netflix ou CityTV na qual falassem sobre a terceira temporada da série.

### Audiência
As avaliações da primeira temporada no CityTV atraíram 3,2 milhões de telespectadores, atingindo cerca de 10% da população canadense. A série teve um desempenho de 31% na população desejável de 18 a 34 anos, significativamente acima da média do canal de 19% para a demografia.

## Recepção
Brian Lowry, da revista Variety, chamou a série de "uma adição totalmente monótona à programação original da Netflix". Keith Uhlich, do The Hollywood Reporter, escreveu: "É o fim do mundo como eles o conhecem, e os telespectadores não vão se importar".
Mike Hale, do The New York Times, chamou-a de uma "novela familiar com teoria da conspiração bordada". Mary McNamara, do Los Angeles Times, escreveu: "A cidade é adorável, a premissa sólida embora familiar demais, mas o roteiro carece de profundidade e tensão (grande problema), e McCurdy é um dos poucos membros do elenco que consegue atuar".
Kevin P. Sullivan, da Entertainment Weekly, classificou-o como C− e criticou a escrita do programa. Joshua Alston, do The A.V. Club, avaliou-a com um C+ e escreveu que a série carece de um gancho convincente.

## Prêmios e indicações
| Ano  | Premiação                        | Categoria                                                  | Indicação | Resultado |
| ---- | -------------------------------- | ---------------------------------------------------------- | --- | --------- |
| 2015 | The Joey Awards                  | Melhor Atriz Convidada em Série Dramática entre 10-19 Anos | Peyton Kennedy | Indicado  |
| 2016 | ACTRA Toronto Awards             | Melhor Performance de Uma Atriz Coadjuvante                | Shailyn Pierre-Dixon | Indicado  |
| 2016 | Directors Guild of Canada Awards | Melhor Edição Sonora                                       | - Kevin Banks (Editor de Som) - Dale Lennon (Editor de Som) - Adam Stein (Editor de Som) - James Robb (1° Assistente de Edição Sonora) | Indicado  |
| 2016 | The Digi Awards                  | Conteúdo de Ficção Interativo                              | Between | Indicado  |
| 2017 | Canadian Screen Awards           | Melhor Atriz Coadjuvante de Série Dramática                | Shailyn Pierre-Dixon | Indicado  |